# Bojnická jesenná
Bojnická jesenná (Pyrus communis 'Bojnická jesenná') je ovocný strom, kultivar druhu hrušeň obecná z čeledi růžovitých. Plody jsou řazeny mezi odrůdy podzimních hrušek, sklízí se v říjnu, dozrává v listopadu.

## Historie

### Původ
Byla vyšlechtěna na Slovensku v roce 2002, ve Výskumnom ústave ovocných a okrasných drevín v Bojnicích. Odrůda je křížencem odrůd 'Clappova' a 'Boscova lahvice'.

## Vlastnosti

### Růst
Růst odrůdy je střední. Habitus koruny je pyramidální.

## Plodnost
Plodí časně, hojně a s pravidelnou probírkou plůdků i pravidelně.

## Plod
Plod je hruškovitý, velký. Slupka žlutě zbarvená s rzivě bronzovou. Dužnina je bělavá jemná, se sladce navinulou chutí, aromatická.

## Choroby a škůdci
Odrůda je považována za dostatečně odolnou proti strupovitosti ale i monilióze a namrzání. Netrpí kaménčitostí.

## Použití
Je vhodná ke zpracování a přímou konzumaci.